# Mattis Vanoverschelde
Mattis Vanoverschelde (22 januari 2008) is een Belgisch basketballer.

## Carrière
Vanoverschelde speelde in de jeugd van Basket Blankenberge voordat hij in 2023 naar de jeugd van Kortrijk Spurs vertrok. Hij maakte in het seizoen 2024/25 zijn debuut in de BNXT League in een wedstrijd tegen het Nederlandse Donar Groningen. Hij maakte voor het seizoen 2025/26 de overstap naar KB Gistel-Oostende.

### Nationale ploeg
Vanoverschelde speelde voor de Belgische nationale jeugdploegen.